# Antonio Baldassarre
Antonio Baldassarre (Foligno, 18 dicembre 1940) è un costituzionalista italiano, presidente emerito della Corte Costituzionale.

## Biografia

### Attività accademica
Diplomatosi al Liceo Classico "G.C. Tacito" di Terni, nel 1963 si laurea in Giurisprudenza presso l'Università di Roma con i pieni voti. Ha insegnato Diritto Costituzionale presso le Università di Camerino e Perugia. Baldassarre è stato professore ordinario presso la Facoltà di Giurisprudenza dell'Università Libera università internazionale degli studi sociali Guido Carli (Luiss) di Roma, di cui è stato anche vicepreside. È inoltre docente di Institutiones iuris civilis publici presso la Pontificia Università Lateranense. È membro dell'Albo d'Onore dell'Istituto Unificato Nazionale per le Tecnologie applicate alle Scienze Sociali di Mantova.

### Giudice costituzionale (1986-95)
L'8 agosto 1986 viene nominato giudice costituzionale dal presidente della Repubblica Italiana Francesco Cossiga (giura l'8 settembre 1986). Il 23 febbraio 1995 è eletto a presidente della Corte Costituzionale. A 45 anni è uno dei più giovani giudici ad aver mai ricoperto tali funzioni. Cessa dalla carica di Presidente l'8 settembre 1995. Nei nove anni alla Corte Costituzionale ha redatto quasi 400 sentenze.

### Successivi incarichi
Negli anni successivi è stato presidente del Giurì di autodisciplina pubblicitaria (1996), presidente della filiale italiana della banca inglese Greenwich National Westminster (1998), presidente del Comitato di autocontrollo della Borsa di Milano, presidente della SISAL (1999-2003) e presidente del Consiglio di amministrazione della RAI (2002), nominato durante il Governo Berlusconi II.

### Attività politica
Negli anni ottanta Baldassarre ricoprì, per pochi mesi, l'incarico di consigliere comunale del Partito Comunista Italiano al Comune di Terni.
Alle elezioni amministrative del 2009, si è poi candidato come Sindaco della stessa città. Appoggiato dalle liste civiche Rinnoviamo insieme Terni, Baldassarre Sindaco e dal Popolo della Libertà, ha ottenuto il 37,13% delle preferenze al primo turno. Al successivo ballottaggio del 21 e 22 giugno 2009 ha poi ricevuto il 46,99% dei voti contro il 53,01% ottenuto dall'avversario Leopoldo Di Girolamo (centrosinistra). Baldassarre è stato quindi eletto consigliere comunale ed ha ricoperto anche gli incarichi di componente della commissione consiliare permanente Garanzia e Controllo del Comune di Terni e presidente del gruppo consiliare Baldassarre Sindaco.

### Caso Alitalia e sanzioni disciplinari (2007)
Nel 2007 è stato advisor legale di un gruppo di imprese in corsa per l'acquisto di Alitalia. La Consob gli ha irrogato una sanzione di 400.000 €, con la perdita per 4 mesi dei requisiti di onorabilità, per i seguenti motivi, citati nel provvedimento disciplinare:
La credibilità di tali informazioni e la loro conseguente fuorvianza è risultata amplificata in ragione delle prestigiose cariche, istituzionali e non, ricoperte in passato dal Prof. Baldassarre e del ruolo concretamente svolto nel caso di specie, non soltanto di advisor legale della Cordata, ma anche di coordinatore e, in taluni casi, di promotore della stessa»

### Procedimenti giudiziari
Per la vicenda Alitalia, il 25 novembre 2010 la procura di Roma ha chiesto il processo per il reato di aggiotaggio; secondo l'accusa Baldassarre presentò un'offerta di acquisto con finte garanzie di disponibilità economiche, in quanto due documenti che dimostravano la disponibilità di un fondo di 500.000 euro erano falsi. Nel 2013 è stato condannato dal Tribunale di Roma a 2 anni di reclusione e alla sanzione di 300.000 euro. Nel luglio 2016 è stato assolto in appello perché il fatto non sussiste. Nel 2018 la Corte di Cassazione ha ordinato un nuovo processo di appello, che si è concluso il 27 maggio 2021 con la condanna a 3 anni di reclusione ed una multa di 400.000 euro. Il 23 marzo 2023 la condanna è divenuta definitiva con la sentenza n. 12340 della Corte di Cassazione.

## Opere parziali
- In materia di limiti del diritto di cronaca, Torino, Unione tipografico-editrice torinese, 1972
- Critica dello stato sociale (a cura di A. Baldassarre e A. A. Cervati), Roma-Bari, Laterza, 1982
- Gli uomini del Quirinale. Da De Nicola a Pertini (insieme a Carlo Mezzanotte), Roma-Bari, Laterza, 1985
- I limiti della democrazia (a cura di A. Baldassarre), Roma-Bari, Laterza, 1985
- Introduzione alla Costituzione (insieme a Carlo Mezzanotte), Roma-Bari, Laterza, 1986
- Diritti della persona e valori costituzionali, Torino, Giappichelli, 1997, ISBN 88-348-7050-6
- Una Costituzione da rifare. Il progetto della Bicamerale sotto la lente di un costituzionalista, Torino, Giappichelli, 1998, ISBN 88-348-8008-0
- Weimar. Un costituzionalismo in mezzo al guado, Soveria Mannelli, Rubbettino Editore, 2024, ISBN 9788849881516[13]